# چیوما اوبوگاگو
چیوما اوبوگاگو (انگلیسی: Chioma Ubogagu؛ زادهٔ ۱۰ سپتامبر ۱۹۹۲) بازیکن فوتبال اهل ایالات متحده آمریکا است.
از باشگاه‌هایی که در آن بازی کرده‌است می‌توان به باشگاه فوتبال آرسنال، تیم فوتبال زنان آرسنال، و هیوستون دش اشاره کرد.
وی همچنین در تیم‌های ملی فوتبال United States women's national under-18 soccer team, United States women's national under-20 soccer team، زیر ۲۳ سال زنان ایالات متحده آمریکا، و زنان انگلستان بازی کرده‌است.